# MiG-AT
Mikojan-Gurjevič MiG-AT je ruski zrakoplov za naprednu školsku i borbenu obuku koji je prvi put poletio 1996.

## Razvoj
Zbog nedovoljne financijske pomoći ruskih zračnih snaga, tvrtke Jakovljev i Mikojan su se okrenule međunarodnom tržištu s namjerom pronalaska investitora u njihove projekte naprednog školskog trenera. Za projekt MiG-AT veliki interes su pokazali Francuzi koji su ponudili opremanje aviona njihovim motorima i avionikom.

## Dizajn
MiG-AT je avion konvencionalne aerodinamičke koncepcije s krilom bez strijele, s uvodnicima zraka neuobičajeno povučenim iza krila radi zaštite od upada stranih predmeta s uzletno-sletne staze te s dva francuska motora SNECMA/Turbomeca Larzac 04R20 od po 1410 daN potiska, smještenih na bočnim stranama trupa odmah iza krila. Avion ima digitalizirano električno upravljanje letom, uređaje za povećanje uzgona na prednjem i stražnjem bridu krila te strukturu sa znatnom primjenom titanija i ugljičnih kompozita kako bi se ostvarila što manja masa aviona.

Avion je za rusko ratno zrakoplovstvo imao predviđene ruske motore Soyuz RD-1700 od po 1670 daN potiska i rusku avioniku, a izvozna inačica je opremljena najnovijom zapadnom avionikom tvrtke "Sextant". Prvi prototip aviona MiG-AT ("821") poletio je 1996. s klasičnim sustavom upravljanja i u konfiguraciji namijenjenoj letačkoj obuci, kako je to zahtijevalo rusko ratno zrakoplovstvo. Kasnije je dobio nove uvodnike zraka "izbačene" ispred krila, što je uobičajeno rješenje na bočnim uvodnicima.

Drugi prototip je razvijen kao školsko-borbena inačica s podvjesnim nosačima, električnim analogno-digitalnim sustavom upravljanja letom i ruskom avionikom, a treći prototip s francuskom avionikom tvrtke "Sextant" i mogućnošću primjene motora RD-1700. 

### Inačice
Projektirano je više inačica aviona i to su: MiG-UTS (MiG-ATR) za letačku obuku za rusko ratno zrakoplovstvo, MiG-AT kao opća školsko-borbena inačica za letačku i borbenu obuku sposobna za djelovanje nenavođenim borbenim sredstvima zrak-zemlja i IC navođenim raketama zrak-zrak, MiG-ATS za borbenu obuku s mogućnošću djelovanja suvremenim navođenim sredstvima zrak-zemlja i MiG-AS kao laki jednosjedni borbeni avion s ugrađenim topom i ruskim radarom Osa, s mogućnošću leta u svim meteorološkim uvjetima koji je sposoban za djelovanja suvremenim navođenim sredstvima zrak-zrak i zrak-zemlja koje može nositi na devet podvjesnih točaka. Ova inačica je ponajprije namijenjena za konkurenciju sličnom britanskom avionu Hawk 200 na međunarodnom tržištu.
Za mornaričke potrebe razvijena je inačica MiG-AP za patroliranje iznad mora i školsko-borbena inačica za korištenje s palube nosača aviona. MiG-AT je sposoban za kontrolirani let na napadnim kutovima od 25° i može sve faze leta, uključujući i uzlijetanje, ostvarivati samo s jednim motorom. Primijenjena digitalna avionika ruskog ili zapadnog porijekla je suvremena s inercijalnom/GPS navigacijom i prednjom kabinom opremljenom sa širokokutnim gornjim (HUD) i dva donja (HDD) prikaznika u boji. 
MiG-AT je razvijen prije svega za ostvarenje ekonomične osnovne, više i namjenske obuke i po svojim borbenim sposobnostima ne predstavlja značatni napredak u odnosu na već spomenute suvremene lake borbene avione. Međutim, široki spektar borbenih sredstava istočnog i zapadnog podrijetla s raketama zrak-zrak R-73 kratkog dometa i R-77 srednjeg dometa (u inačici s radarom) i navođenim raketama zrak-zemlja Kh-29TD i Kh-31AE/PE, čine ga učinkovitim i pogodnim za precizna djelovanja u sukobima niskog intenziteta. MiG-AT se u izvoznoj inačici nudi po cijeni od 10 do 12 milijuna američkih dolara, a početni interes postoji u Alžiru i Slovačkoj, kao i na Srednjem i Dalekom istoku gdje se nudi u "paketu" s novim ili moderniziranim inačicama MiG-29.

## Tehničke karakteristike
Izvori podataka: aviastar.org
Osnovne karakteristike
- dužina: 11,2 m
- raspon krila: 10,6 m
- površina krila: 21,0 m2
- visina: 4,3 m

Letne karakteristike
- najveća brzina: 850 km/h
- dolet: 800 km
- motor: 2 x GRTS Larzac 04-R20